# C++26
C++26 és el nom informal de la versió de l'estàndard 14882 de l'Organització Internacional per a l'Estandardització (ISO) i de la Comissió Electrotècnica Internacional (IEC) per al llenguatge de programació C++ que segueix a C++23. L'esborrany de treball actual d'aquesta versió és N5008.

## Característiques
Els canvis que s'han acceptat a C++26 inclouen:

### Llenguatge
- Reflexió en temps de compilació.
- Cadenes no avaluades.
- Afegint @, $ i ` al conjunt de caràcters bàsic.
- constexpr convertit des del void*.
- Missatges static_assert generats per l'usuari.
- Variables de marcador de posició sense nom.
- Indexació de paquets.
- Atributs per a enllaços estructurats.
- Comportament erroni per a lectures no inicialitzades.
- = delete("reason");
- Amics variats.
- new col·locació constexpr.
- Declaració d'enllaç estructurat com a condició.
- Ordenació de restriccions que impliquen expressions de plegament.
- Suprimir un punter a un tipus incomplet hauria d'estar mal format.
- Les fixacions estructurades poden introduir un paquet.
- Permetent la generació d'excepcions en l'avaluació constant.
- Enllaços estructurats constexpr i referències a variables constexpr.
- Coma variadica d'Oxford, és a dir, "S'obliden els paràmetres suspensius sense una coma precedent. La sintaxi (int...) és incompatible amb C, perjudicial per a C++ i fàcilment substituïble per (int,...) ".[2]
- Eliminació de comparacions de matrius obsoletes.
- Contractes[3] (cap compilador encara no els dóna suport, ni paraules clau per a ells) afegint la paraula clau contract_assert, i a més hi ha identificadors amb significats especials, pre i post.[4]
- Nous identificadors/especificadors de propietats de classe trivially_relocatable_if_eligible i replaceable_if_eligible.[5]
- Afegeix la directiva #embed (introduïda per primera vegada a C23) per a la inclusió de recursos binaris i __has_embed, que permet comprovar la disponibilitat d'un recurs mitjançant directives de preprocessador.

### Biblioteca
- Suport de resum per a les classes de valor std::chrono
- std::is_within_lifetime
- Identificadors natius en fluxos de fitxers
- Interfície de fluxos de cadenes amb std::string_view
- Interfície std::bitset amb std::string_view
- Més constexpr per <cmath> i <complex>
- Afegint els nous prefixos SI 2022 sobre les proporcions: std::quecto, std::ronto, std::ronna i std::quetta
- std::copyable_function
- std::submdspan()
- <contracts> : Suport de disseny per contracte
- <debugging> : Suport de depuració i funcions d'idioma per ajudar els programes depuradors
- <hazard_pointer> : Punters de perill per a fils
- <hive> : Suport per a l'estructura de dades Hive que reutilitza la memòria dels elements esborrats.
- <inplace_vector> : Suport per a l'estructura de dades vectorials in situ, que és una matriu contigua in situ, de capacitat fixa i redimensionable.
- <linalg> : Una interfície d'àlgebra lineal de funcions lliures basada en el BLAS
- <meta> : Suport de reflexió en temps de compilació
- <rcu> : Suport per al mecanisme de lectura-còpia-actualització de recuperació segura
- <simd> : Suport per a l'accés paral·lel a dades (instrucció única, dades múltiples o SIMD)
- <text_encoding> : Suport per accedir al registre de conjunts de caràcters de l'IANA
- Suport per a anotacions que s'utilitzaran en la reflexió, que es comporten de manera diferent del sistema d'atributs existent utilitzat pel compilador.
- S'ha afegit el protocol de tupla a std::complex
- views::concat
- Concatenació de cadenes i vistes de cadenes
- std::ranges::generate_random
- Imprimir línies en blanc amb std::println()
- std::formatter<std::filesystem::path>
- Aritmètica de saturació amb, entre d'altres, std::add_sat, std::div_sat